# Кастронуево-де-Есгева
Кастронуево-де-Есгева (ісп. Castronuevo de Esgueva) — муніципалітет в Іспанії, у складі автономної спільноти Кастилія-і-Леон, у провінції Вальядолід. Населення — 392 особи (2010).
Муніципалітет розташований на відстані близько 160 км на північний захід від Мадрида, 12 км на схід від Вальядоліда.

## Демографія
Динаміка населення (INE ):